# Diplipito

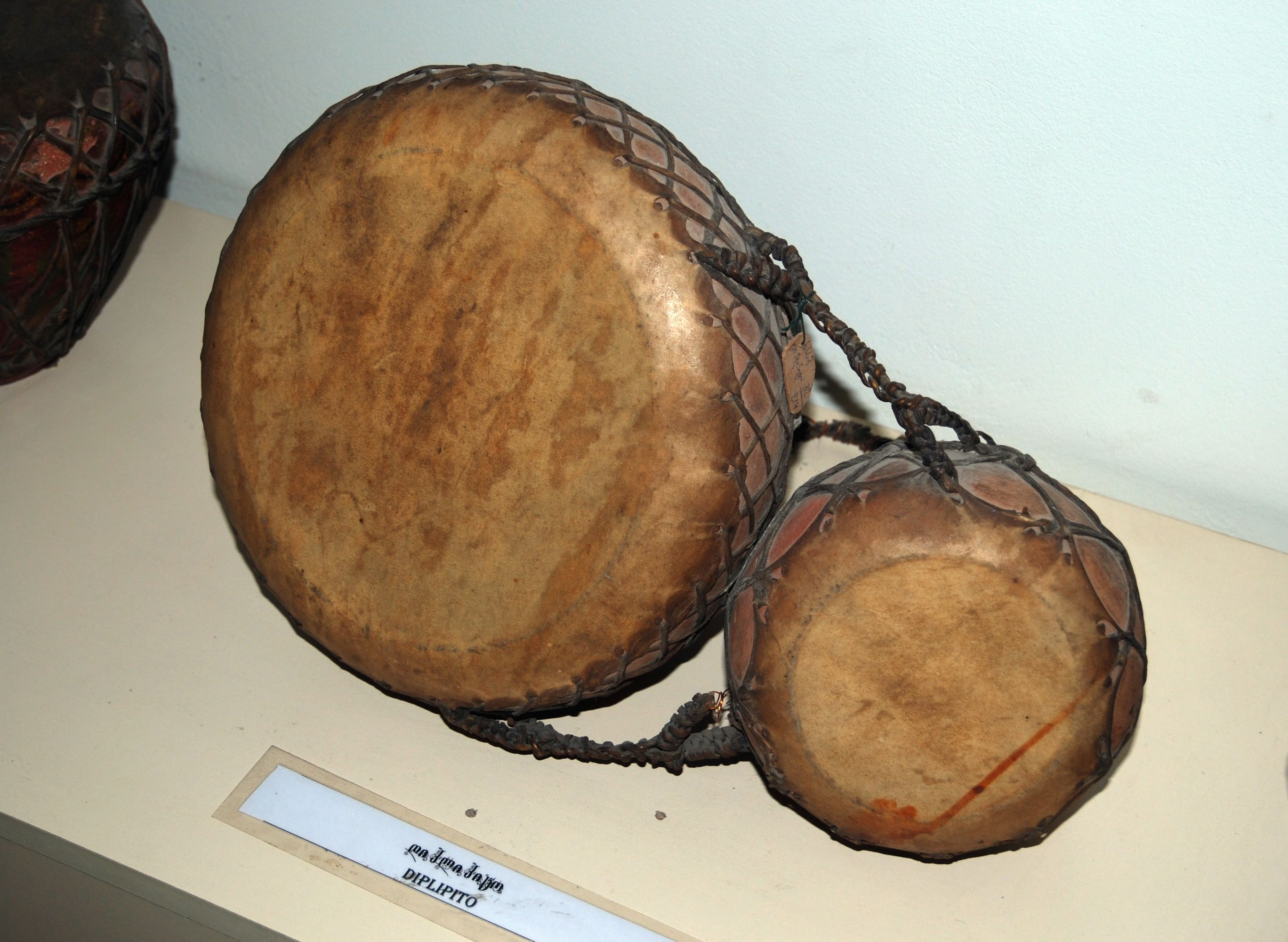
Diplipito. State Museum of Georgian Folk Songs and Musical Instruments in Tiflis

Diplipito (georgisch დიპლიპიტო), früher auch dumbuli, ist ein nur noch selten gespieltes kleines Kesseltrommelpaar in der georgischen Musik. Es gehört zur Tradition der höfischen zeremoniellen Musik, der wandernden Epensänger und der städtischen Instrumentalmusik.

## Herkunft und Verbreitung
Die diplipito gehört zu einer großen Familie paarweise gespielter Kesseltrommeln, die auf Arabisch naqqāra genannt werden und sich in der mittelalterlichen Palastmusik und in Militärorchestern vieler arabischer Länder vom Maghreb im Westen bis in den Mittleren Osten und nach Transkaukasien verbreitet haben. Der Name ist seit der islamischen Zeit in der persischen Musik bekannt, in Indien werden heute nagārās in der Volksmusik gespielt.
Das vom orthodoxen Christentum geprägte Georgien besitzt eine eigenständige polyphone Musikkultur, zu der ungefähr seit dem 17. Jahrhundert Einflüsse aus der gänzlich andersgearteten monodisch-modalen persischen Musik hinzukamen. Gemeinsam mit den umliegenden Ländern Zentralasiens und des Orients besaß Georgien die Tradition der fahrenden Epensänger, die hier mgosani, in Armenien gusan und in der Türkei ozan genannt wurden. Der in armenischen Quellen erstmals im 5. Jahrhundert erwähnte gusan konnte als Erzähler, Musiker, Sänger, Tänzer, Komödiant und Rollenspieler gleichermaßen auftreten, sein Gesang wurde von Saiteninstrumenten begleitet. An seine Stelle trat im 17./18. Jahrhundert in Georgien der Epensänger aschughebi, in Armenien der aschugh. In der Türkei und in Aserbaidschan verkörpert der aşık (bzw. der aşyg) die Tradition des fahrenden Sängers.
Im 18. Jahrhundert war Tiflis die Kulturhauptstadt Transkaukasiens, in der einige berühmte Aschugen ihre Kompositionen in georgischer, armenischer und aserbaidschanischer Sprache sangen. In historischen Aufnahmen ist zu hören, dass der georgische Epensänger neben der Langhalslaute tari auch von der diplipito und der Kurzoboe duduki begleitet wurde. Für den Rhythmus der städtischen Lieder und der Instrumentalmusik des sazandar-Ensembles sorgten neben dem Kesseltrommelpaar auch die zweifellige georgische Zylindertrommel doli oder eine Rahmentrommel. In Tiflis traten Aschugen noch bis in die 1940er Jahre auf, in Armenien und Aserbaidschan setzt sich dagegen wie in der Türkei die Sängertradition bis heute fort.
In der höfischen Musik der nordwestgeorgischen Bergregion Swanetien spielte die diplipito bis um 1800 mit der metallenen Naturtrompete buki zusammen, die ansonsten in Militärbands zum Einsatz kam.
Wie die anderen, aus dem persisch-türkischen Raum übernommenen Instrumente tari, kamanca, sazi und doli gehört die diplipito in Georgien weitgehend der Vergangenheit an. Das heute noch gespielte armenische Gegenstück zur diplipito ist die naghara, das aserbaidschanische die goša naģara (gosha naghara, von gosha, „Paar“).
Eine kleinere Version der diplipito war in Georgien die tablak (namensverwandt mit dem arabischen Kesseltrommelpaar ṭabl und der indischen tabla). In der älteren Literatur taucht gelegentlich der Name dumbuli auf. Dumbul, dunbal, dunbak oder dunbalāk sind persische Wörter für „Trommel“, in Aserbaidschan heißt ein Trommelpaar qosha dumbul, „Doppel-Trommel“. Entsprechend sind in der Türkei je nach Region dümbek, dümbelek und deblek als Bezeichnung für eine Bechertrommel, arabisch darbuka, verbreitet. Tombak oder tumbak sind Schreibweisen heutiger persischer Bechertrommeln, die auf das Pahlavi zurückgehen. In seinem Reisebericht  Seyahatnâme benannte Evliya Çelebi (1611–1683) allgemein Kesseltrommeln als dunbalak, dieses Wort hat sich im heutigen Türkisch zu dümbelek und dömbelek verändert. Das bei dumbul angehängte –i ist die georgische Substantivendung. Die Bezeichnung diplipito in Georgien scheint jüngeren Datums zu sein, da sie in der nicht abgewandelten Standardform aus dem Armenischen übernommen wurde. Form- und namensverwandt ist die dagestanische Tontrommel tiplipitom.

## Bauform und Spielweise
Der Korpus der beiden Kesseltrommeln besteht wie beim aserbaidschanischen Instrument aus gebranntem Ton. Beide Teile besitzen dieselbe Höhe von 20 bis 25 Zentimetern, aber unterschiedliche Durchmesser und somit Tonhöhen und sind durch gedrehte Hautstreifen miteinander verbunden. Die beiden oberen Ränder messen bei einem typischen Instrument 9 und 17 Zentimeter im Durchmesser. Ein dichtes Netz von Hautstreifen spannt auch die über die Öffnung gezogene Membran aus ungegerbter Kalbshaut oder aus dem Magensack eines Rindes. In seltenen Fällen werden drei bis fünf verschieden große Kesseltrommeln nebeneinander aufgestellt. Der Musiker schlägt die Trommeln wechselseitig mit kurzen, sich zu einer Spitze verjüngenden Holzstöcken, wobei die klanglichen Ausdrucksmöglichkeiten geringer als bei der doli sind.
Die diplipito wurde im 20. Jahrhundert noch allein oder gemeinsam mit der Zylindertrommel doli im georgischen Nationaltanz Lekuri (russisch Lesginka) verwendet. Ansonsten spielte die diplipito häufig in der Tanzmusik mit der Langhalslaute panduri und der Flöte salamuri. In Tiflis existierte im Jahr 1990 das Ensemble Soinari, das als eines der letzten dieser Gesangstradition Lieder der Aschughen aus dem 19. und 20. Jahrhundert vortrug, begleitet von duduki, Akkordeon (garmon) und Trommel.
Ein traditionelles städtisches Tanz- und Unterhaltungsorchester kann aus zwei armenischen Kurzoboen duduki und einer doli bestehen oder im Freien aus zwei lauter klingenden Kegeloboen sorna und einer diplipito. Weiter verbreitet als beide Trommeln ist heute in Georgien die meist von Frauen gespielte Rahmentrommel daira.
Der georgische Komponist Gija Kantscheli nannte eine vokalsinfonische Komposition von 1997 für Violoncello, Countertenor und Orchester Diplipito.